# Hololena pacifica
Hololena pacifica là một loài nhện trong họ Agelenidae.
Loài này thuộc chi Hololena. Hololena pacifica được Richard C. Banks miêu tả năm 1896.